# Ingrid Antičević-Marinović
Ingrid Antičević-Marinović (née Marija Antičević), née le 4 octobre 1957 à Zadar, est une avocate et femme politique croate qui est juge à la Cour constitutionnelle de Croatie depuis le 7 juin 2016.
Elle occupe le poste de ministre de la Justice, de l'Administration publique et de l'Autonomie locale dans le cabinet Ivica Račan II de 2001 à 2003. Elle est la première femme à occuper cette fonction en Croatie, ainsi que la première femme avocate dans l'histoire de Zadar,.
Après s'être impliquée dans la politique en 1990 en rejoignant le Parti social-démocrate de Croatie (SDP), Ingrid Antičević-Marinović exerce cinq mandats consécutifs en tant que députée, après avoir été élue au Parlement croate lors des élections législatives de 2000, 2003, 2007, 2011 et 2015, en tant que représentante de la 9e circonscription électorale.

## Biographie

### Jeunesse et éducation
Ingrid Antičević-Marinović naît le 4 octobre 1957 à Zadar. Elle a un frère aîné, Zvonimir. Elle termine ses études primaires et secondaires dans sa ville natale, après quoi elle s'inscrit à la faculté de droit de l'Université de Split où elle obtient son diplôme en 1980.
Lors de sa quatrième année d'études, elle tombe enceinte et épouse l'avocat Marko Marinović. Son mari travaille d'abord comme auxiliaire de justice dans l'armée populaire yougoslave, puis comme sous-procureur de district à Zadar, secrétaire de l'intérieur de la municipalité de Zadar et finalement comme avocat dans un cabinet privé.
Elle réussit l'examen du barreau en 1982 et l'examen de notaire en 1994. Après avoir réussi l'examen du barreau, elle termine des études de troisième cycle en sciences criminelles à la faculté de droit de Zagreb et réussit tous les examens sauf le final, et n''obtient donc pas son doctorat.

### Carrière

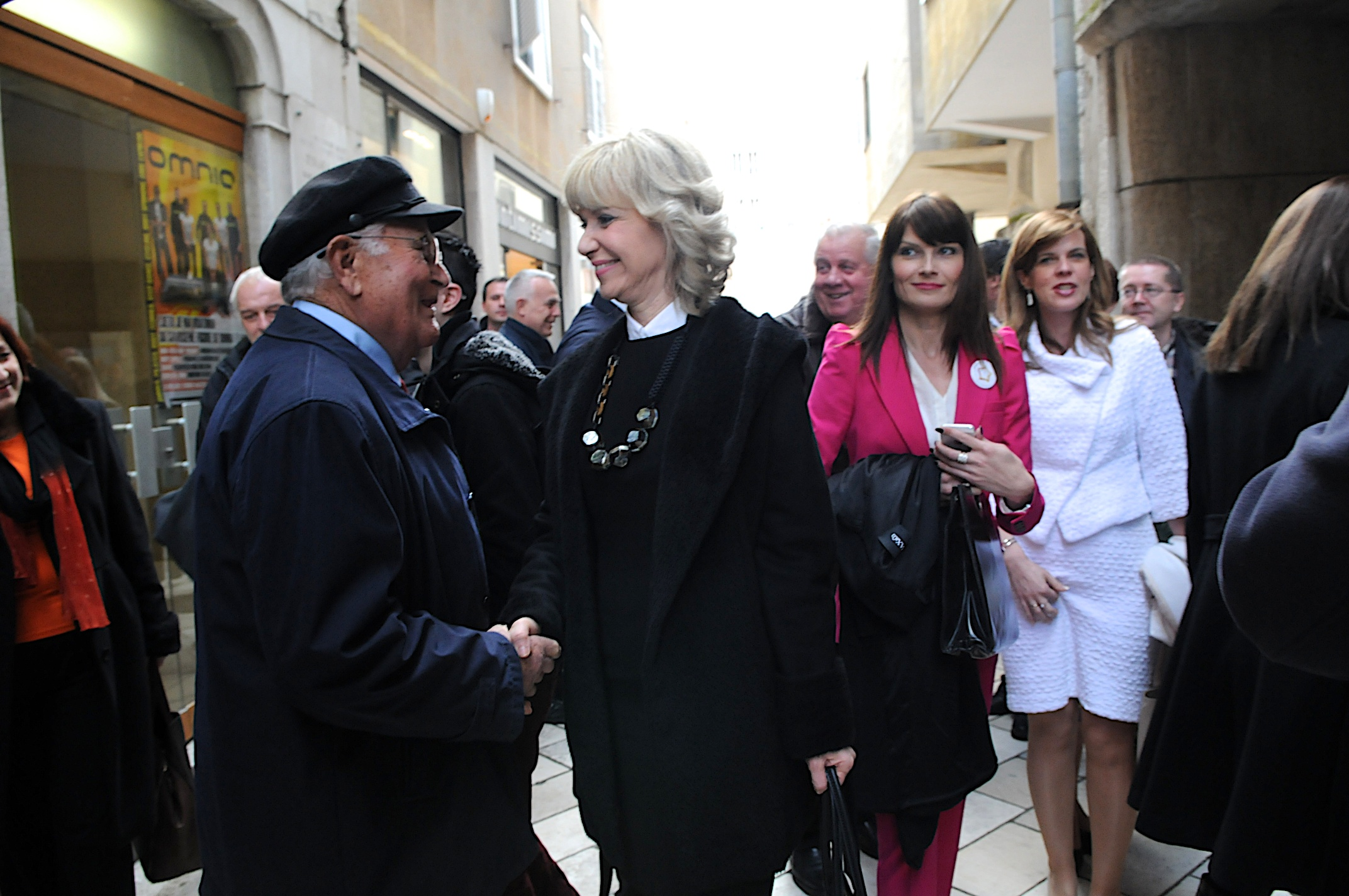
Ingrid Antičević-Marinović à Zadar en 2013.

Après avoir obtenu son diplôme, Ingrid Antičević-Marinović est embauchée comme avocate dans le bureau de son mari. Elle est la première femme avocate de l'histoire de Zadar.
En 1990, elle a rejoint le Parti social-démocrate croate (SDP) de centre-gauche. Elle est membre du SDP au conseil municipal de Zadar durant plusieurs mandats. En 1996, elle devient membre du Conseil principal du SDP. Elle est élue pour la première fois au Parlement croate lors des élections de 2000. La même année, elle devient membre de la présidence du SDP.
En 2001, Ingrid Antičević-Marinović est nommée ministre de la Justice, de l'Administration publique et de l'Autonomie locale dans le cabinet Ivica Račan II. De 2003 à 2005, elle est vice-présidente du SDP. Elle est réélue au Parlement lors des élections de 2003. En 2003, une affaire liée à son mari éclate, ce qui a entraîné son retrait de la vie publique.
En 2006, une autre affaire éclate lorsqu'il est découvert qu'Ingrid Antičević-Marinović a abusé de son pouvoir en tant que ministre en signant le consentement du client de son mari pour reprendre une station-service à Lužani bien que sa propriété ait été contestée à l'époque. Elle démissionne immédiatement de son poste de vice-présidente du SDP. Dans les années suivantes, elle est réélue au Parlement lors des élections de 2007 et 2011. Le 4 juin 2016, elle est élue juge à la Cour constitutionnelle de Croatie par le Parlement avec 117 voix pour, 15 contre et 6 abstentions. Elle prête serment devant la présidente Kolinda Grabar-Kitarović le 7 juin 2016, date à laquelle son premier mandat de 8 ans en tant que juge commence.

### Vie personnelle
Ingrid Antičević-Marinović est mariée à l'avocat Marko Marinović avec qui elle a un fils Dan qui est également avocat.